# EJOT Team TV Buschhütten

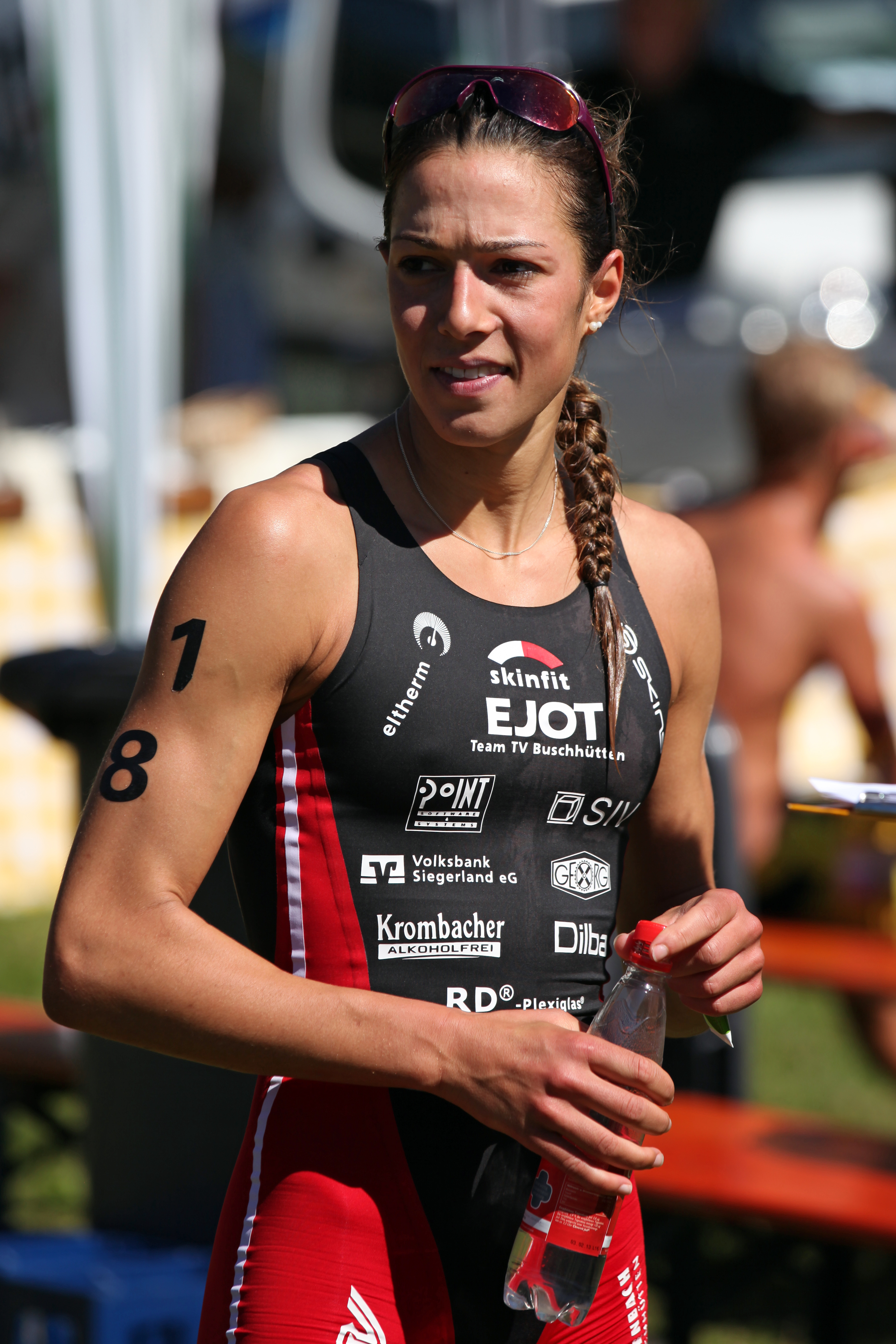
Legionärin Charlotte Morel gewinnt für EJOT den Schliersee-Triathlon 2012

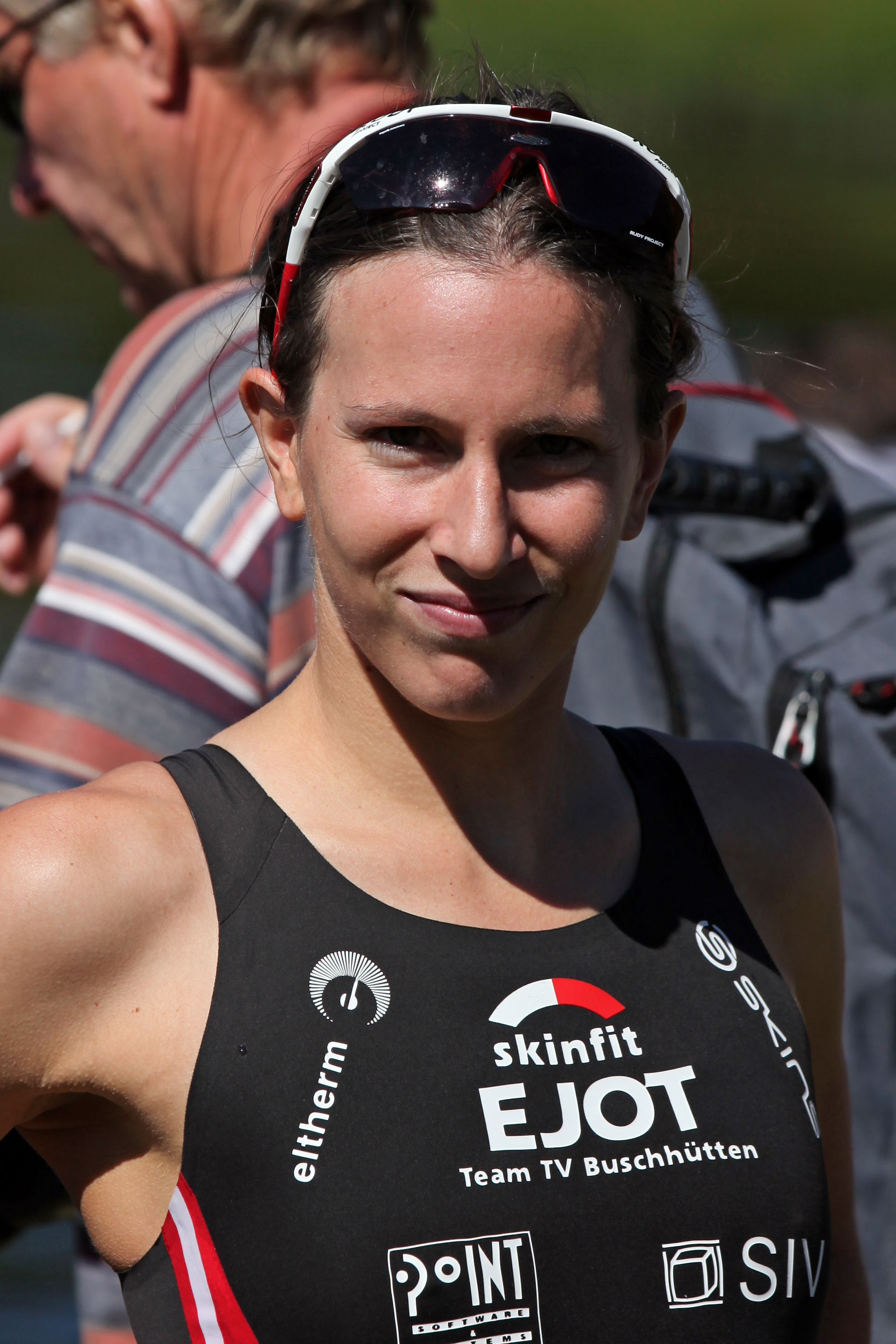
Legionärin Radka Vodičková beim Schliersee-Triathlon 2012

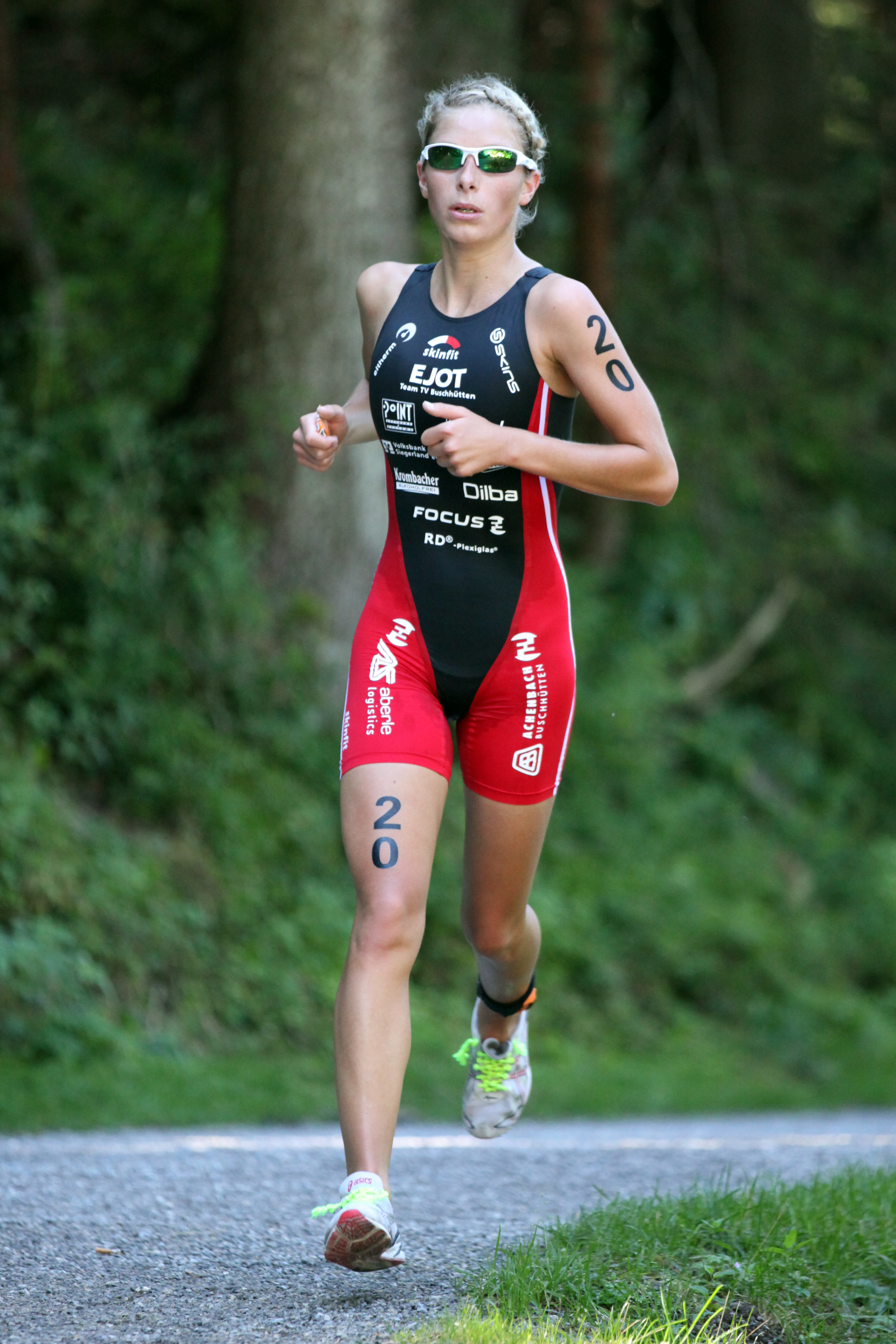
Theresa Baumgärtel beim Schliersee-Triathlon 2012

Das EJOT Team TV Buschhütten ist ein Triathlonverein aus Buschhütten, Stadt Kreuztal, Westfalen.

## Geschichte
Im Jahr 1885 wurde der Turnverein Germania Buschhütten 1885 e. V., kurz TVG Buschhütten gegründet. Mit kurzzeitigen Pausen aufgrund der Weltkriege läuft der Vereinsbetrieb nun schon seit über 125 Jahren. Derzeit hat der Verein 612 Mitglieder (Stand: Januar 2012), darunter rund 200 Kinder und Jugendliche. Seit 1989 besteht die Triathlonabteilung des TVG Buschhütten.

### Profitriathlon in Buschhütten
Einen großen Teil zum Erfolg des Profiteams des Vereins – benannt nach dem Hauptsponsor EJOT – trug die Veranstaltung des Triathlon um den Siegerland-Cup bei, der den Triathlonsport in Buschhütten und der Umgebung bekannt machte. Seit dem 1. Januar 2006 sind die Triathlonveranstaltung, der Hauptverein TVG Buschhütten und das EJOT Team steuerrechtlich getrennt.
Über die Jahre entwickelte sich die Mannschaft sowohl bei den Herren als auch den Damen zum Seriensieger in der Triathlon-Bundesliga: zehn Saisons lang gewann man zwischen 2012 und 2023 – mit zwei Ausnahmen – sowohl bei den Herren als auch den Damen jede Saison die Teamwertung. Lediglich 2021 gab es mit dem HYLO Team Saar (Herren) und 2022 mit dem Team Triathlon Potsdam (Damen) einen anderen Sieger. Insgesamt gingen 12 Titel in 14 Saisons seit 2009 (Herren) und 10 Titel in 11 Saisons seit 2011 (Damen) an das EJOT Team Buschhütten.
Maßgeblich verantwortlich für den Erfolg des Teams waren das Ehepaar Rainer und Sabine Jung. Rainer Jung fungierte seit 1987 als verantwortlicher Chef-Organisator des Siegerland-Cups und seit 1995 als Geschäftsführender Vorsitzender des Vereins; beide leiteten zusammen ab 2001 auch das Bundesliga-Team. 2015 erklärte er seinen vorläufigen Rücktritt nach dem dreißigjährigen Jubiläum des Siegerland-Cups im darauffolgenden Jahr. Nachdem 2017 daraufhin erstmals kein Siegerland-Cup stattfand, war Jung zwischen 2018 und 2023 nochmals einige Jahre als Sportdirektor und Organisator aktiv.
Zum Ende der Saison 2023 zog sich das Ehepaar Jung dann endgültig aus dem Sportgeschehen zurück. Daraufhin wurden ab 2024 sowohl der Siegerland-Cup eingestellt als auch die Profiteams der Damen und Herren aus den beiden Profiligen zurückgezogen, da man sich innerhalb des Vereins nicht mehr in der Lage sah, die notwendige Arbeit auf diesem Niveau fortzuführen.

## Zeittafel
- 1999: Die Herren-Regionalligamannschaft steigt in die Bundesliga-West (NRW-Liga) auf und erreicht im darauffolgenden Jahr in ihrer ersten Saison den 7. Platz.
- 2001: Die erste Mannschaft der Herren steigt in die 1. Bundesliga auf. Die zweite Mannschaft steigt in die Oberliga auf.
- 2002: Die erste Mannschaft steigt wieder ab.
- 2005: Wiederaufstieg der ersten Mannschaft in die 1. Bundesliga
- 2008: Die zweite Mannschaft der Herren steigt in die 2. Bundesliga Nord auf.
- 2009: In diesem Jahr gelang dem EJOT Team der bislang größte Erfolg: Alle nun schon vier Mannschaften (1. Liga, 2. Bundesliga Nord, Landesliga Süd und Damen Regionalliga) wurden in ihrer Liga jeweils Meister oder Vizemeister.
- 2010: In diesem Jahr konnte die erste Herren-Mannschaft wieder Deutscher Mannschaftsmeister werden. Zudem stiegen die Damen in die 2. Bundesliga auf. Die zweite Herren-Mannschaft belegte in der 2. Bundesliga Platz 2, die 3. Herren-Mannschaft stieg in die Oberliga auf.
- 2011: Vier Mannschaften – 4 Siege: jeweils Deutscher Meister in ihren Ligen wurden die Damen sowie alle drei Herrenteams. Dabei gelang der ersten Mannschaft ein „Grand Slam“, indem alle Wettkämpfe einer Saison gewonnen wurden.[5]
- 2012: In diesem Jahr waren 5 Mannschaften am Start. Meister wurden 1. Bundesliga Herren und Damen sowie Regionalliga Damen, Vizemeister wurde 2. Bundesliga Herren und den 3. Platz belegte das Regionalliga-Team der Herren.
- 2019: Die Herren-Mannschaft holt zum neunten Mal in Folge, die Damen-Mannschaft zum achten Mal in Folge den Titel.
- 2023: Nach 12 Titeln in 14 Saisons seit 2009 (Herren) und 10 Titeln in 11 Saisons seit 2011 (Damen) zieht der Verein zum Ende der Saison alle vier Mannschaften aus der 1. und 2. Profiliga zurück.

### Platzierungen in der 1. Bundesliga
| Herren ab 2006 |                            |                          |                                   |     |                          |
|                | 1. Platz                   | 2. Platz                 | 3. Platz                          | ... | 10. Platz                |
| 2006           | Hansgrohe Team Schwarzwald | ASICS Team Witten        | Stiebel Eltron TSV Obergünzburg   |     | EJOT Team TV Buschhütten |
| 2007           | Hansgrohe Team Schwarzwald | EJOT Team TV Buschhütten | ASICS Team Witten                 |     |                          |
| 2008           | Hansgrohe Team Schwarzwald | EJOT Team TV Buschhütten | ASICS Team Witten                 |     |                          |
| 2009           | EJOT Team TV Buschhütten   | ASICS Team Witten        | Hansgrohe Team Schwarzwald        |     |                          |
| 2010           | ASICS Team Witten          | EJOT Team TV Buschhütten | Hansgrohe Team Schwarzwald        |     |                          |
| 2011           | EJOT Team TV Buschhütten   | Triathlon Potsdam        | Carboo4U TuS Griesheim            |     |                          |
| 2012           | EJOT Team TV Buschhütten   | Stadtwerke Team Witten   | Triathlon Potsdam                 |     |                          |
| 2013           | EJOT Team TV Buschhütten   | Stadtwerke Team Witten   | WMF BKK-Team ASV Süßen            |     |                          |
| 2014           | EJOT Team TV Buschhütten   | Stadtwerke Team Witten   | Triathlon Potsdam                 |     |                          |
| 2015           | EJOT Team TV Buschhütten   | Triathlon Potsdam        | Stadtwerke Team Witten            |     |                          |
| 2016           | EJOT Team TV Buschhütten   | WMF BKK-Team ASV Süßen   | Stadtwerke Team Witten            |     |                          |
| 2017           | EJOT Team TV Buschhütten   | ROWE Triathlon           | KiologIQ Team Saar                |     |                          |
| 2018           | EJOT Team TV Buschhütten   | Triathlon Potsdam        | KiologIQ Team Saar                |     |                          |
| 2019           | EJOT Team TV Buschhütten   | Triathlon Potsdam        | KiologIQ Team Saar                |     |                          |
| Damen ab 2012  |                            |                          |                                   |     |                          |
|                | 1. Platz                   | 2. Platz                 | 3. Platz                          |     |                          |
| 2012           | EJOT Team TV Buschhütten   | Stadtwerke Team Witten   | TuS Griesheim                     |     |                          |
| 2013           | EJOT Team TV Buschhütten   | Stadtwerke Team Witten   | Schwalbe Team Krefelder Kanu Klub |     |                          |
| 2014           | EJOT Team TV Buschhütten   | Kiwami Team TV Erlangen  | KOMET Team TV Lemgo               |     |                          |
| 2015           | EJOT Team TV Buschhütten   | KOMET Team TV Lemgo      | Stadtwerke Team Witten            |     |                          |

## Mannschaften

### Männer
Zum Kader der 1. Herren-Mannschaft gehören im Jahr 2022:
- Sergio Baxter Cabrera
- Thomas Bishop
- Jeremy Briand
- Dorian Coninx
- Simon De Cuyper
- Mark Devay
- Ben Dijkstra
- Domen Dornik
- Felix Duchampt
- Alessandro Fabian
- Jorgen Gundersen
- Vincente Hernandez
- Till Kramp (seit 2022)
- Franz Löschke
- Lasse Lührs
- Mario Mola
- Raphaël Montoya
- Richard Murray
- Justus Nieschlag (seit 2012)
- Leon Pauger (seit 2021)
- Anthony Pujades
- Aaron Royle
- Andrea Salvisberg
- Florin Salvisberg
- Henri Schoeman
- Jonas Schomburg (seit 2022)
- Raoul Shaw
- João Silva
- Maximilian Sperl
- Max Stapley (seit 2022)
- Max Studer (seit 2020)
- Tamás Tóth
- Marten van Riel
- Richard Varga
- Johannes Vogel
- Simon Westermann (seit 2021)
- Hayden Wilde
- Jack Willis
- Stefan Zachäus

Ehemalige Mitglieder sind: Dirk Bockel, Axel Zeebroek, Andreas Raelert, Michael Raelert, Fernando Alarza, Frédéric Belaubre, Gregor Buchholz, Andrea De Ponti, David Hauss, Emil Holm,  Steffen Justus, Brad Kahlefeldt, David McNamee, Sven Riederer, Ryan Sissons,  Linus Stimmel, Wian Sullwald, Vladímir Turbaevskiy, Denis Vasiliev, Ivan Vasiliev, Laurent Vidal, Jonathan Zipf

### Frauen
Zum Kader der 1. Damen-Mannschaft gehören im Jahr 2022:
- Gillian Backhouse (seit 2019)
- Luisa Baptista (seit 2020)
- Theresa Baumgärtel
- Zsanett Bragmayer
- Chelsea Burns
- Sophie Coldwell
- Therese Feuersinger
- Magdalena Früh
- Margot Garabedian
- Nora Gmür
- Lucy Buckingham
- Emma Jeffcoat
- Rachel Klamer
- Annika Koch (seit 2021)
- Alissa König (seit 2021)
- Jenny Manners
- Lena Meißner
- Emilie Morier
- Isy Morris
- Tanja Neubert (seit 2022)
- Lisa Perterer
- Non Stanford (seit 2022)
- Jodie Stimpson
- Lisa Tertsch (seit 2020)
- Natalie Van Coevorden
- Sara Vilic (seit 2021)
- Kate Waugh
- Ilaria Zane

Ehemalige Mitglieder sind: Jolanda Annen, Svenja Bazlen, Charlotte Bonin, Emmie Charayron, Alexandra Cassan-Ferrier, Jelena Alexandrowna Danilowa, Jessica Harrison, Melanie Hauss, Andrea Hewitt, Anne Holm, Julija Jelistratowa, Anneke Jenkins, Anna Maria Mazzetti, Charlotte Morel, Julie Nivoix, Hanna Philippin, Rebecca Robisch, Carolina Routier, Klaudia Sebök, Mateja Šimic, Radka Vodičková, Lina Völker

## Sponsoring
Das EJOT Team hat unter anderem folgende Sponsoren: EJOT, Krombacher Alkoholfrei, Volksbank Siegerland, PAAR IT GmbH, Skins, Skinfit, Georg, Eltherm, Aberle, BMW Wahl, SIV, Suunto, AMSport, Focus und Point.